# جفری مانموث
جفریِ مانموث (Galfridus Monemutensis؛ زاده ۱۰۹۵ درگذشته ۱۱۵۵) یک روحانی اهل بریتانیا بود. از او کتابی با عنوان تاریخچه پادشاهان بریتانیا در دست است. این کتاب داستان شبه‌تاریخی در رابطه با تاریخ بریتانیا است که در سال ۱۱۳۶ نوشته شده‌است.
روحانی اهل مونماوت، ولز، و یکی از چهره‌های اصلی در توسعه تاریخ‌نگاری بریتانیا و رواج داستان‌های شاه آرتور بود. او بیشتر به خاطر وقایع نگاری «تاریخچه پادشاهان بریتانیا» (لاتین: De gestis Britonum یا Historia Regum Britanniae) شناخته شده‌است. که در زمان خود بسیار محبوب بود و از لاتین اصلی خود به زبان‌های دیگر ترجمه می‌شد. تا قرن شانزدهم اعتبار تاریخی به آن داده شد، اما اکنون از نظر تاریخی غیرقابل اعتماد در نظر گرفته می‌شود.